# Xúc cá
Rynchops albicollis là một loài chim trong họ Laridae.